# Steve Coulter
Steve Coulter (Ottawa, 1960) es un actor y productor estadounidense de origen canadiense que hizo su debut en la película Esposa, madre y asesina de 1991.
Coulter creció en Cleveland, Ohio y allí se formó para la actuación. Ha sido mayormente conocido por sus papeles en películas de James Wan tales como las sagas de The Conjuring e Insidious.

## Filmografía
- 2023: La monja II - Padre Gordon
- 2023: Una boda explosiva - Larry Fowler
- 2022: She-Hulk: Attorney at Law - Holden Holliway
- 2021: The Conjuring 3 - Padre Gordon
- 2019: Lore - William Rose
- 2020: The Hunt - Ted el Doctor
- 2015: Insidious: Chapter 3 - Carl
- 2015: The Walking Dead - Reg Monroe
- 2013: Goodbye to All That
- 2012: Anchorman: The Legend of Ron Burgundy
- 2013-2016: Banshee - Elijah Bowman
- 2013: Insidious: Chapter 2 - Carl
- 2013: The Conjuring - Padre Gordon
- 2013: A.C.O.D. - Charles
- 2012: El vuelo
- 2012: After - Doctor
- 2012: Coma - Dr. Cartwright
- 2012: La extraña vida de Timothy Green - Charlie Frohn
- 2012: What to Expect When You're Expecting
- 2012: Firelight
- 2012: Los juegos del hambre
- 2012: Jayne Mansfield's Car
- 2011: Field of Vision - Cornelius
- 2010: Detroit 187
- 2009: Meet the Browns
- 2009: The People v. Leo Frank - Hugh Dorsey
- 2007-2009: House of Payne - Jim
- 2008: Army Wives
- 2007: Mr. Brooks - Roger
- 2007: Daddy's Little Girls - Doorman
- 2006: Prison Break - Detective
- 2006: Broken Bridges - Johnny
- 2006: The Last Adam - Steve
- 2006: La gran reunión de Madea
- 2005: Warm Springs - Dr. Bissell
- 2005: One Tree Hill
- 2001: Dawson crece - Hombre
- 2001: Boycott
- 2000: Los fugitivos
- 1999: Chill Factor
- 1999: El precio de un corazón roto - Davis
- 1998: The Initiate
- 1998: La tempestad - Lewis
- 1997: No existe el crimen perfecto... ¿o quizá sí? - Hechicero
- 1996: Tiempo de matar - Klansman
- 1996: Eddie - Reportero
- 1996: Andersonville - Viejo prisionero #1
- 1994: En el calor de la noche - Dennis Cantrell
- 1992: Tiempo de conflictos - Oficial
- 1992: With Murder in Mind - Paramédico
- 1991: Esposa, madre y asesina - Dr. Seldes